# Långtjärnet (Gunnarskogs socken, Värmland, 664858-131298)
Långtjärnet är en sjö i Arvika kommun i Värmland och ingår i Göta älvs huvudavrinningsområde. Sjön har en area på 0,101 kvadratkilometer och ligger 131 meter över havet. Sjön avvattnas av vattendraget Räkökenån.

## Delavrinningsområde
Långtjärnet ingår i det delavrinningsområde (664768-131225) som SMHI kallar för Utloppet av Nordsjön. Medelhöjden är 163 meter över havet och ytan är 11,9 kvadratkilometer. Det finns inga avrinningsområden uppströms utan avrinningsområdet är högsta punkten. Räkökenån som avvattnar avrinningsområdet har biflödesordning 4, vilket innebär att vattnet flödar genom totalt 4 vattendrag innan det når havet efter 303 kilometer. Avrinningsområdet består mestadels av skog (76 procent). Avrinningsområdet har 1,79 kvadratkilometer vattenytor vilket ger det en sjöprocent på 15 procent.